# Canthon nyctelius
Canthon nyctelius är en skalbaggsart som beskrevs av Bates 1887. Canthon nyctelius ingår i släktet Canthon och familjen bladhorningar. Inga underarter finns listade.